# Gyomaendrőd
Gyomaendrőd je mesto na Madžarskem, ki upravno spada pod podregijo Békési Županije Békés.